# Temporada 1908 de la era de los Grandes Premios

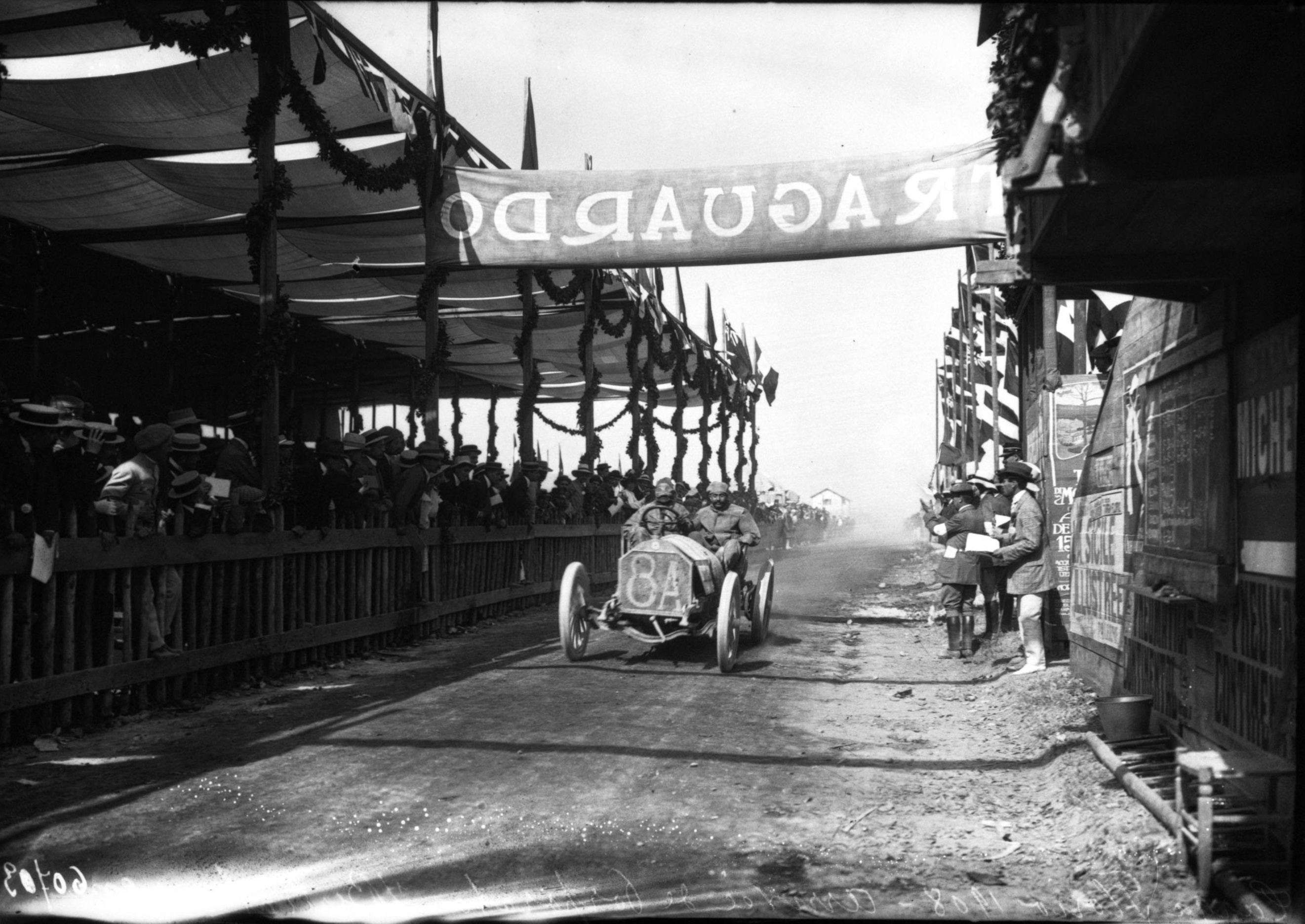
Targa Florio.

La temporada 1908 de la era de los Grandes Premios fue la tercera temporada de las competiciones automovilísticas conocidas como Grand Prixs o, en algunos casos, Grandes Épreuves.
Los únicos grandes premios disputados fueron el de Francia, ganada por el alemán Christian Lautenschlager, de Mercedes Benz, y el Gran Premio de América (hoy Gran Premio de los Estados Unidos), ganada por el francés Louis Wagner, de Fiat.

## Grandes Premios
| Fecha           | Gran Premio               | Circuito | Campeón                  | Constructor   | Ref         |
| --------------- | ------------------------- | -------- | ------------------------ | ------------- | ----------- |
| 7 de julio      | XI Gran Premio de Francia | Dieppe   | Christian Lautenschlager | Mercedes-Benz | [ 2 ] [ 3 ] |
| 26 de noviembre | I Gran Premio de América  | Savannah | Louis Wagner             | Fiat          | [ 4 ]       |

## Otras competiciones
| Fecha           | Evento                      | Circuito        | Campeón          | Constructor      |
| --------------- | --------------------------- | --------------- | ---------------- | ---------------- |
| 26 de enero     | I Corsa Vetturette Madonie  | Turín           | Giosue Giuppone  | Lion-Peugeot     |
| 10 de mayo      | II Corsa Vetturette Madonie | Madonia         | Giosue Giuppone  | Lion-Peugeot     |
| 18 de mayo      | III Targa Florio            | Madonia         | Vincenzo Trucco  | Isotta Fraschini |
| 1 de junio      | Moscú - San Petersburgo     | calles públicas | Victor Hémery    | Mercedes-Benz    |
| 6 de septiembre | IV Coppa Florio             | Bolonia         | Felice Nazzaro   | Fiat             |
| 6 de septiembre | Coppa della Velocità        | Bolonia         | Jean Porporato   | Berliet          |
| 24 de octubre   | IV Copa Vanderbilt          | Long Island     | George Robertson | Locomóvil        |